# پپون نیه‌تو
خوسه آنتونیو نیه‌تو سانچس (اسپانیایی: Pepón Nieto‎؛ زادهٔ ۲۰ ژانویهٔ ۱۹۶۷) بازیگر اهل اسپانیا است. او در سال ۲۰۱۶ اعلام کرد که گی است.
از فیلم‌ها یا مجموعه‌های تلویزیونی که وی در آن‌ها نقش داشته‌است، می‌توان به وقت تنگ است، شب بزرگ من، جادوگران سوگاراموردی، ۳۰ سکه، مردان پاکو و عشق نه، فقط دیوانگی اشاره نمود.